# Słodkie oczy
Słodkie oczy – polski telewizyjny film komediowy z 1979 roku.

## Opis fabuły
Inżynier Krzysztof Kowal z Wrocławia – szczęśliwy mąż i ojciec dwóch córek – jest człowiekiem sukcesu zawodowego, ale odnosi go dzięki konformizmowi. Pewnego razu wracając samochodem Fiat 126 do domu ze służbowego wyjazdu, gubi się we wsi Koźlice. Pyta o drogę przypadkową młodą dziewczynę - Halinę i na pożegnanie daje jej swoją wizytówkę, ponieważ jest piękna wiosenna pogoda i czuje się romantycznie, a dziewczyna mu się podoba. Mówi jej, żeby zadzwoniła do niego, jeśli będzie kiedyś we Wrocławiu. Wkrótce dziewczyna niespodziewanie zjawia się z walizką w jego mieszkaniu i mówi, że go kocha. Jest wieczór i mocno pada deszcz, a inżynier Kowal nie bardzo wie co z nią zrobić. Sytuacja jest niezręczna tym bardziej, że świadkami przybycia nieoczekiwanego gościa są jego córki i żona, która uznaje, że dziewczyna jest od dawna ukrywaną kochanką inżyniera. Ponieważ pomysły odprawienia Haliny do domu pociągiem, a następnie umieszczenia jej w hotelu, u współpracownika - inżyniera Mrozka i u sekretarki Basi okazują się niewykonalne, inżynier Kowal zawozi ją do swojej matki, skąd dziewczyna ma wrócić na wieś. Ponieważ nie wraca, Kowal w sobotę samochodem odwozi dziewczynę do jej rodziców, jednak oni już nie chcą jej przyjąć, bo pochwalają to, że jest zakochana w takim poważnym człowieku. W tej sytuacji oboje wracają do Wrocławia, gdzie ona nadal mieszka u matki inżyniera, ale chce go widywać. Odwiedza go więc w pracy w instytucie, a także jedzie za nim na wyjazdowe seminarium naukowe, gdzie jej obecność wywołuje zamieszanie. Dodatkowo w pracy Kowal zostaje napiętnowany za nieobyczajność. Jako człowiek bez charakteru, nieumiejący podjąć męskiej decyzji, nie potrafi się pozbyć Halinki, przez co w końcu odchodzi od niego żona. Wtedy niespodziewanie zostawia go również dziewczyna, ponieważ otrzymuje propozycję wyjazdu do Paryża jako modelka Mody Polskiej. Na pożegnanie mówi mu, żeby zadzwonił do niej, jeśli kiedyś będzie w Paryżu.

## Obsada aktorska
- Witold Pyrkosz – inżynier Krzysztof Kowal
- Iga Cembrzyńska – Marta Kowal, żona inżyniera
- Dorota Fellman – Halinka Łobodowska
- Stanisław Igar – dyrektor Adam Dubowicz, szef Kowala
- Krystyna Królówna – Basia, sekretarka Kowala
- Zenon Laskowik – inżynier Zdzisław Mrozek, kolega Kowala z instytutu
- Sabina Wiśniewska – matka Kowala
- Zdzisław Kozień – Józef Łobodowski, ojciec Halinki
- Katarzyna Piekarska – córka Kowala
- Iwona Marciszewska – córka Kowala
- Andrzej Gawroński – przedstawiciel pionu technicznego na uroczystości uruchomienia urządzenia
- Leszek Niedzielski – doktor Bartnicki, autor referatu „Niektóre humanistyczne aspekty rozwoju techniki współczesnej”
- Zbigniew Lesień – milicjant legitymujący Kowala w ośrodku wypoczynkowym
- Jerzy Matula – przewodniczący komisji dyscyplinarnej
- Tadeusz Kamberski – podstarzały narzeczony córki Kowala
- Maciej Karpiński – recepcjonista w hotelu